# Leipheim
Leipheim város Bajorországban, Schwaben kerületben, Günzburg megyében. A város mottója: Leipheim - város a Dunán.

## Történet
1453-tól 1802-ig Ulm város részét képezte. Lakói 1531-ben áttértek a protestáns hitre. 1559-ben kezdődött meg a leipheimi vár építése a város nyugati szélén. 1803-tól a város Bajorország részét képezi. 1818. óta július minden második hétvégéjén megrendezik a gyerekfesztivált. Az első vasútállomás 1853-ban nyílt meg a városban. 1937-ben megépítették a város első hídját, valamint megépült a leipheimi repülőtér is. Itt szállt fel először a Messerschmitt Me 262, az első, sorozatban gyártott sugárhajtóműves repülőgép..
A második világháború után tábort létesítettek rendezetlen állampolgárságúak, főként zsidók számára, amelyet 1950. júniusában szüntettek meg.

## Népesség
1970-ben 5 057, 1987-ben 5 132, 2000-ben 6 602, 2006-ban 6 695, 2016-ban pedig 7 007 lakosa volt.
| Lakosok száma | 1676 | 4187 | 4844 | 5132 | 6637 | 6822 | 7007 | 7124 | 7386 | 7661 |
|               | 1875 | 1950 | 1975 | 1987 | 2012 | 2014 | 2016 | 2017 | 2021 | 2023 |

## Gazdaság
- A városban található a Wanzl bevásárlókocsigyártó vállalat központja.
- A gyereküléseket gyártó Britax Römer vállalat központja 2016-tól ebben a városban található.

## Sport
- BC Leipheim e.V - kosárlabda csapat
- Leipheim VfL 1898 eV - labdarúgás, kézilabda, atlétika, ökölvívás, tenisz, röplabda szakosztályok

## Oktatás
A városban egy óvoda és egy általános iskola található 32 tanárral és 610 tanulóval.

## Testvérvárosa
- Fonyód, 1993